# Beatrice Scalvedi
Beatrice Scalvedi (* 27. Juni 1995 in Bellinzona) ist eine ehemalige Schweizer Skirennläuferin. Ihre grössten Erfolge feierte sie in den Disziplinen Abfahrt und Super-G. 

## Karriere
Scalvedi stammt aus Ghirone, Kanton Tessin. Ihre ersten internationalen FIS-Rennen bestritt sie 2010. Den ersten Start im Europacup hatte sie 2013, der erste Sieg gelang ihr am 2. Februar 2016 in der Abfahrt von Davos. Bei den Juniorenweltmeisterschaften 2016 in Sotschi gewann sie die Silbermedaille in der Abfahrt.
Von zahlreichen Verletzungen betroffen, gab sie am 13. April 2018 ihren Rücktritt vom Spitzensport bekannt. Nachdem sie sich aus dem Profisport zurückgezogen hatte, begann sie ein Psychologie-Studium. In den folgenden Jahren machte Scalvedi die Schwierigkeiten öffentlich, die sie nach ihrem vorzeitigen Rücktritt vom Profisport erlebte, was sie in eine Phase der Depression führte. Sie beklagte das weitgehende Fehlen von Unterstützung und Hilfe durch die Schweizer Sportorganisationen (Swissski und Swiss Olympic) und setzte sich zusätzlich für die Sensibilisierung dieser Themen ein.

## Erfolge

### Europacup
- 1 Sieg (Abfahrt in Davos am 2. Februar 2016)

### Juniorenweltmeisterschaften
- Sotschi 2016: 2. Abfahrt